# Caso Fischer contra Zíngaros
El caso Fischer contra Zíngaros,  fue un proceso judicial iniciado en mayo de 2016 y concluido el 8 de abril de 2019, en el cual el escritor uruguayo Diego Fischer presentó una demanda contra el director del grupo Zíngaros el músico Ariel Sosa y letrista Marcelo Vilariño.
La referencia al proceso es Caso No. IUE 2-32703/2016, y el nombre del caso es: Fischer, Diego c/Sosa Gramajo, Robert y otros por daños y prejuicios. No hay atencedentes de un autor demandando a una parodia por lo que la sentencia representó un antes y un después para el Carnaval de Uruguay.
En abril de 2019, la justicia falló a favor del reclamo de Diego Fischer.

## Contexto
El grupo de parodistas Zíngaros es un conjunto uruguayo que fue en el Carnaval de Uruguay ganador dentro de la categoría en nueve oportunidades. Zíngaros se encuentran en la categoría que se encarga de parodiar el argumento de obras, o historias de hechos y/o personajes de público y notorio conocimiento, en una imitación burlesca realizada en tono jocoso, pudiendo en determinados pasajes del espectáculo tener matices dramáticos, según la propuesta de cada conjunto. Las parodias tienen un ecuadre de formalidad  ya que son presentadas en un concurso que tiene un claro reglamento. Estas suelen durar 20 minutos de actuación de los cuales la mitad del tiempo son canciones. El carnaval siempre utilizó músicas y textos ajenos para dar soporte a sus espectáculos.

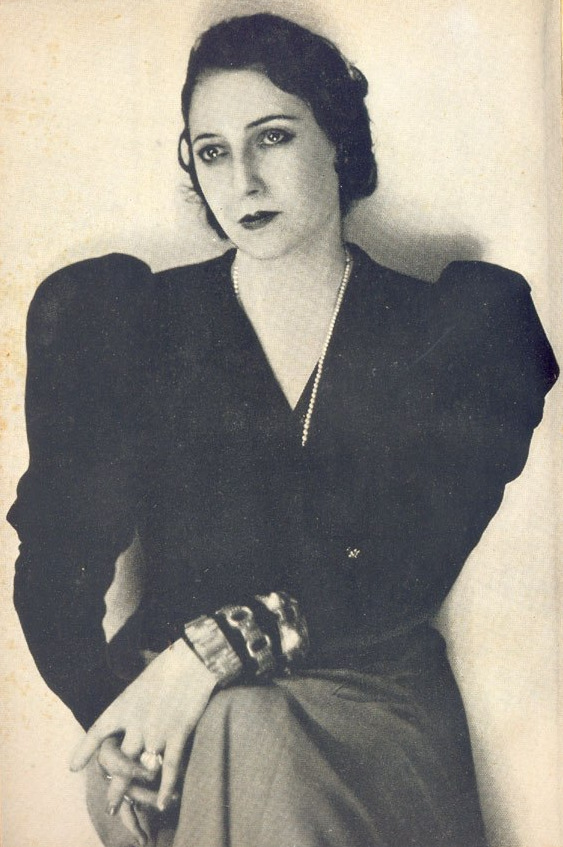
Juana de Ibarbourou en 1934.

En febrero de 2016, Zíngaros realizó una parodia sobre la vida de la escritora y poetisa uruguaya Juana de Ibarbourou, inspirándose en varias fuentes. Entre ellas, una fue el libro superventas «Al encuentro de las tres Marías» de Diego Fischer, que fue editado por la Editorial Aguilar y publicado en 2008. Fisher es un periodista, escritor, guionista y productor teatral y cinematográfico uruguayo. Además es un prolífero autor que se ha dedicado a la investigación de biografías de personas que tuvieron un lugar en la historia de la cultura uruguaya.
Si bien no fue demandada en su conjunto toda la agrupación, Fisher sí demandó al director Ariel "Pinocho" Sosa (1962-2021) y al letrista autor de la parodia Marcelo Vilariño, que vive en Buenos Aires. Sobre ambos cayó la acusación de escribir el libreto a partir de diálogos y sucesos de su libro, sin obtener ningún tipo de autorización previa del autor. 
No existen antecedentes de una demanda judicial a una parodia, y la celebración de la audiencia de conciliación no dio resultados.

## Instancias
En noviembre de 2015, parodistas Zíngaros presentaron en la Intendencia de Montevideo los textos de “Juana de América”, una de las dos parodias para el Carnaval 2016, escrita por el letrista Marcelo Vilariño. El registro se realizó el 18 de enero de 2016.
El trámite incluye presentar la obra ante la Intendencia de Montevideo, la Asociación General de Autores del Uruguay (AGADU), Directores Asociados de Espectáculos Carnavalescos Populares del Uruguay (DAECPU) y el Instituto del Niño y Adolescente del Uruguay (INAU).

En enero de 2016, Zíngaros presenta su parodia Juana de América.
El 25 de enero de 2016, Fischer le pide a Sosa por teléfono diez mil dólares, y posteriormente cuatro mil dólares como resarcimiento.
El 11 de mayo de 2016, Fischer hace pública una carta sobre la denuncia por plagio a Zíngaros. Zíngaros recibió una denuncia a través de la agrupación de gestión colectiva de derechos de autor de Uruguay llamada Agadu y una reclamación de 10.000 dólares por parte de Fisher. 
En el juicio se presentaron como testigos gente vinculada al carnaval, el hijo de Diego Fisher, su secretaria y quién compró los derechos del libro.
En 8 de abril de 2019, la jueza en lo Civil de 18° Turno Estela Jubette falló dando la razón al demandante por "violación a la ley de derechos de autor", "reproducción ilícita" de una obra y "daño moral". El director de los Zíngaros, Ariel Sosa, y el letrista, Marcelo Vilariño, deberían pagar a Fischer para resarcirlo. Sosa debía pagar a Fischer diez mil dólares en concepto de daño moral. Además debían pagar por violación de derechos de autor 8.000 dólares a repartir entre Vilariño y el director de Zíngaros, aparte del equivalente a ocho veces lo recaudado por Zíngaros en ese Carnaval de 2016.
En abril de 2019, el periodista uruguayo Marcelo Fernández expresó que el fallo podría indicar un cambio en los espectáculos del carnaval.
En mayo de 2019, Ariel Sosa y Vilariño presentaron ante la justicia uruguaya un recurso de apelación contra el fallo que los obligaba a resarcir económicamente a Fischer.